# ماسيج يانوفسكي
ماسيج يانوفسكي (بالبولندية: Maciej Janowski)‏ هو متسابق دراجات نارية بولندي، ولد في 6 أغسطس 1991 في فروتسواف في بولندا.